# Gaozhuang (socken i Kina, Henan)
Gaozhuang (kinesiska: 高庄, 高庄乡) är en socken i Kina. Den ligger i prefekturen Anyang Shi och provinsen Henan, i den centrala delen av landet, omkring 160 kilometer nordost om provinshuvudstaden Zhengzhou.
Genomsnittlig årsnederbörd är 689 millimeter. Den regnigaste månaden är juli, med i genomsnitt 209 mm nederbörd, och den torraste är januari, med 3 mm nederbörd.